# Chausseekirche Mönchpfiffel

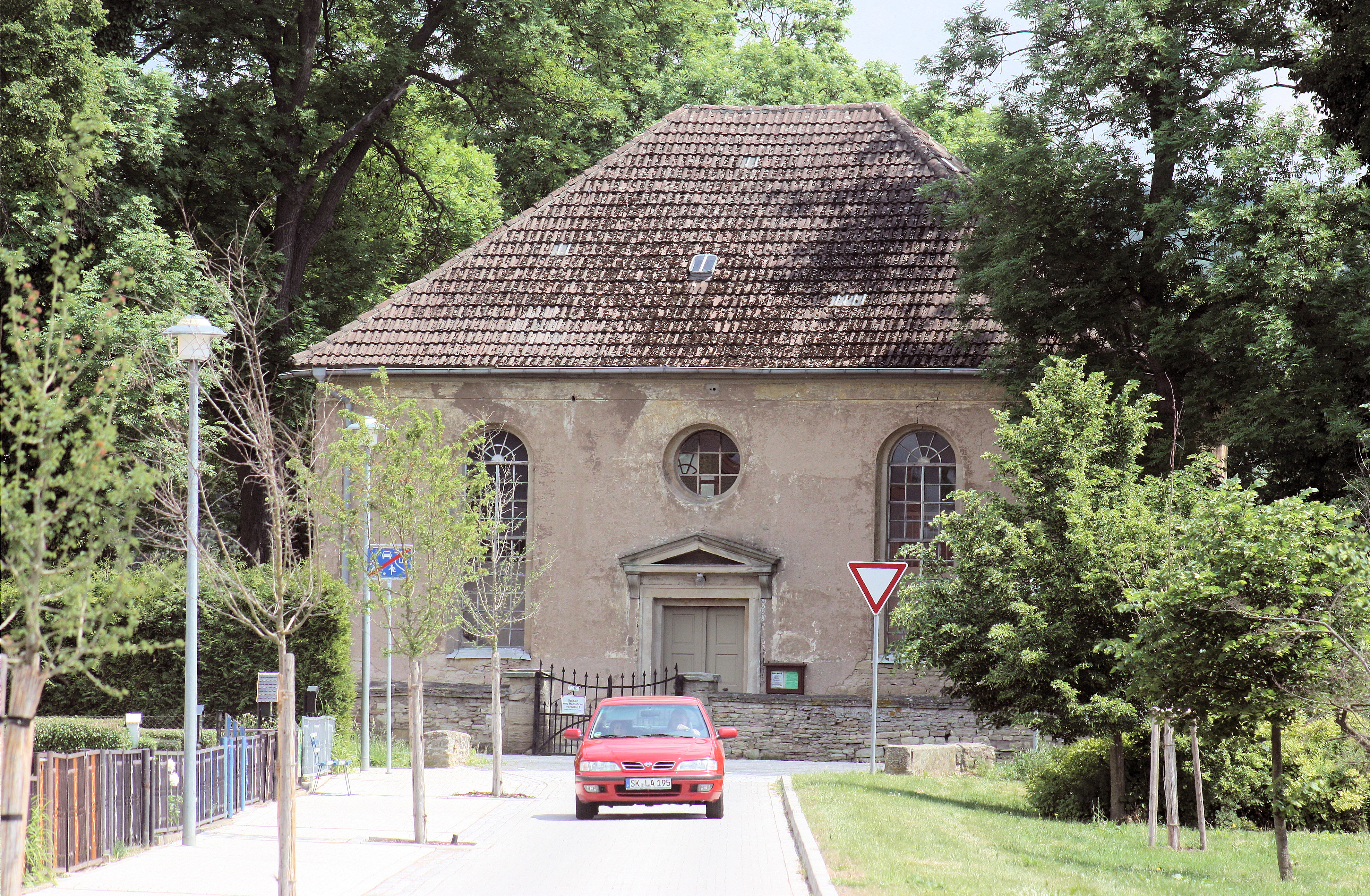
Zustand der Chausseekirche Mönchpfiffel vor der Restaurierung

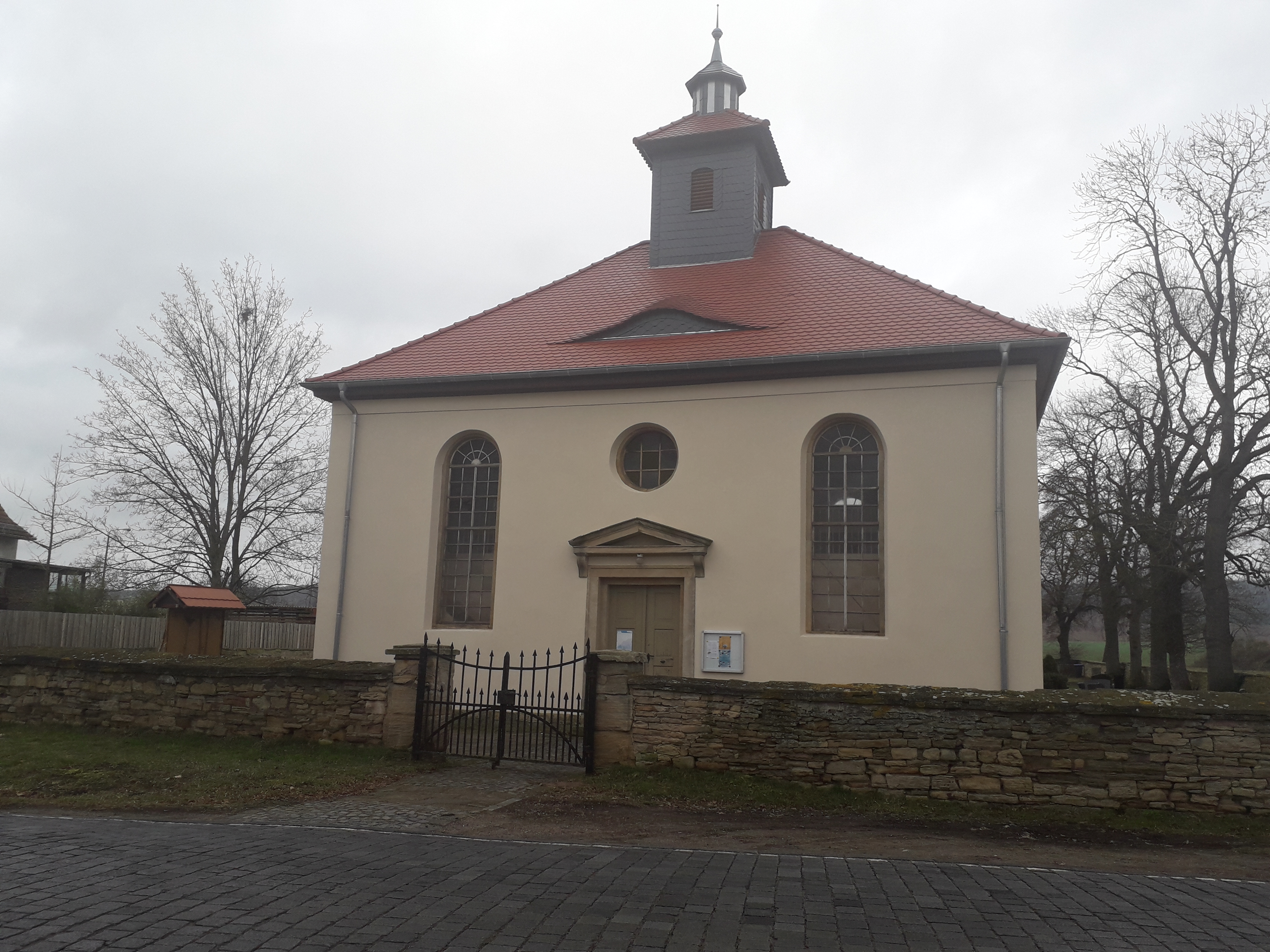
Chausseekirche Mönchpfiffel, Eingangsseite

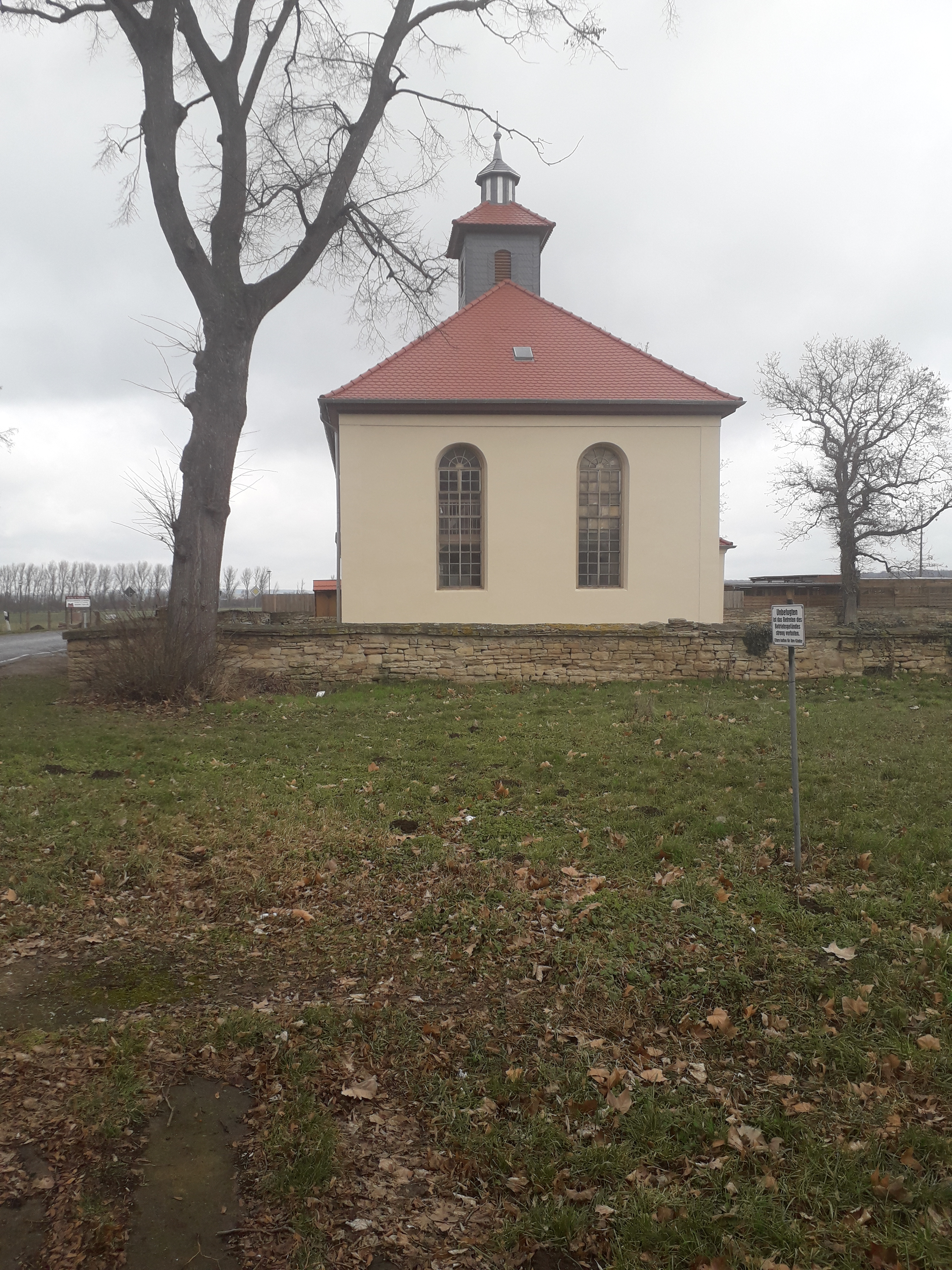
Chausseekirche Mönchpfiffel, Schmalseite

Die sogenannte Chausseekirche Mönchpfiffel im Kyffhäuserkreis entstand 1833 bis 1837 nach dem Entwurf des sachsen-weimarischen Oberbaudirektors Clemens Wenzeslaus Coudray.
Sie gilt als einer der interessantesten Sakralbauten Thüringens. Mönchpfiffel war ursprünglich eine mittelalterliche Propstei des Zisterzienserklosters Walkenried und nach der Reformation und der Aufhebung des Klosters herzogliches Kammergut. Dieses wurde zusehends vernachlässigt. Großherzog Carl Friedrich nahm sich dessen an und beauftragte seinen Oberbaudirektor Coudray mit der Ausarbeitung der Pläne für das Kammergut und die Kapelle. Da diese an der Landstraße neu errichtet wurde, wurde sie „Chausseekirche“ genannt. Die Grundsteinlegung des klassizistischen Bauwerks fand 1835 statt. Im Jahre 1837 erfolgte bereits die Einweihung der neuen Kapelle. Es handelt sich um eine quergelagerte Saalkirche mit einem Walmdach. Sie hat einer historischen Aufnahme von 1935 zufolge auch einen als Glockenturm genutzten Dachreiter, der aber 1970 wegen Baufälligkeit abgebrochen wurde. Im Jahr 2020 wurde der Dachreiter rekonstruiert, so dass sich die Glocke wieder an ihrem angestammten Platz befindet. Die Orgel sowie die gesamte Kirchenausstattung stiftete 1837 Großherzogin Maria Pawlowna.
Die Chausseekirche hat einen Förderverein, der sich für ihren Erhalt einsetzt.
Die Kirche wird von der Superintendentur Bad Frankenhausen verwaltet. Sie gehört zum Pfarrbereich Allstedt-Wolferstedt-Mönchpfiffel.